# Ералин, Нуртаза
Нуртаза Ералин (15.12.1882 — 7.3.1938) — юрист, народный комиссар юстиции КазАССР в 1924—1925 годах.

## Биография
Родился 15 декабря 1882 года в ауле № 9 Аманкарагайской волости Кустанайского уезда.
В 1910 году окончил Русско-казахскую учительскую школу в Оренбурге. После окончания Кустанайского городского училища работал делопроизводителем Кустанайского уездного управления. Затем поступил в четырёхлетнюю русско-казахскую учительскую семинарию, 10 лет работал учителем.
С ноября 1919 года председатель-инструктор Кустанайского уезда, затем — заведующий уездного отдела образования. В марте 1922 г. по решению съезда Советов назначается заместителем начальника уездного Продовольственного комитета. 1 сентября того же года, уже будучи членом партии большевиков, переходит на должность заместителя заведующего Кустанайским губернским отделом народного образования.
С мая 1923 года назначается заместителем заведующего отделом пропаганды и агитации Кустанайского губернского комитета, а с ноября — секретарем комитета.
С апреля 1924 года заместитель заведующего отделом пропаганды и агитации Казахского областного партийного комитета.
9 сентября 1924 года нарком юстиции Казахстана и прокурор республики. Эти посты занимал до ноября 1924 года. Будучи наркомом, Ералин утвердил Положение о максимальном обновлении состава губернских судов. При нём коллегия Комиссариата юстиции обсудила вопрос об усилении контроля за деятельностью производственных учреждений и предприятий, систематически задерживающих выплату зарплаты.
В ноябре 1924 года направлен в советскую партийную школу на преподавательскую работу. С 1925 года работал в торговых учреждениях начальником, заведующим.
С февраля 1930 года заместитель директора Актюбинской стройки, с октября 1934 года председатель управления Казахского краевого кооперативного союза инвалидов.
В 1936—1937 гг. — завуч школы № 38, г. Алма-Ата.
С февраля по май 1937 года занимал должность секретаря Чуйского районного исполнительного комитета.
Арестован УНКВД по Алма-Атинской области 05.08.1937. Обвинен по статьям 58-2, 58-7, 58-8, 58-11 УК РСФСР. Приговорен ВК ВС СССР 7 марта 1938 года к ВМН, расстрелян в день приговора. 28 ноября 1960 года реабилитирован.